# Тадеуш Вронський
Тадеуш Вронський (пол. Tadeusz Wroński; *1915, Варшава — †15 грудня 2000, Варшава) — польський скрипаль, музикознавець і музичний педагог.

## Біографія
Закінчив Варшавську консерваторію (1939) у Юзефа Яжембского, в 1947-1948 займався в Брюссельській консерваторії у Андре Гертлера. З 1949 професор Варшавської Вищої школи музики, в 1973-1975 її ректор. Одночасно в 1966-1984 викладав в Школі музики Індіанського університету. У 1962-1965 очолював польську Асоціацію музикантів-виконавців.
Як виконавець відомий, головним чином, грою в дуеті з піаністом Владиславом Шпільманн і в складі фортепіанного Варшавського квінтету. Автор чотиритомного навчального посібника «Питання скрипкової гри» (Zagadnienia gry skrzypcowej, 1957-1970), книги про сонати і сюїти для скрипки соло Йоганна Себастьяна Баха (Sonaty i partity Bacha na skrzypce solo, 1970) та інших творів.
1990 заснував у Варшаві унікальний конкурс скрипалів, повністю присвячений творам для скрипки соло.